# シビウェ・ソイズワピ
シビウェ・ソイズワピ（Siviwe Soyizwapi、1992年12月7日 - ）は、南アフリカ共和国のラグビー選手。

## プロフィール
- 南アフリカのウムタタ出身[1]。
- ポジションはウィング(WTB)、フルバック(FB) 。
- 身長 172cm、体重 75kg

## 略歴
2021年、東京五輪の7人制南アフリカ代表に選ばれた。
2024年、2024パリ五輪の7人制南アフリカ共和国代表に選ばれて銅メダル獲得。